# 1995 BL2
1995 BL2 är en Jordnära asteroid. Den upptäcktes 31 januari 1995 av Spacewatch vid Kitt Peak-observatoriet.
Asteroiden har en diameter på ungefär 0,8 kilometer och den tillhör asteroidgruppen Apollo.